# Sicista kazbegica
Sicista kazbegica és una espècie de mamífer rosegador miomorf de la família dels dipòdids. Es troba a Geòrgia i Rússia.

## Hàbitat
El seu hàbitat natural són els boscos temperats.